# ميخائيل لودفيغ
ميخائيل لودفيغ (بالألمانية: Michael Ludwig) هو سياسي نمساوي، ولد في 3 أبريل 1961 بفيينا في النمسا. حزبياً، نشط في الحزب الديمقراطي الاجتماعي النمساوي. وقد انتخب عمدة فيينا (24 مايو 2018 – ) وانتخب عضو البرلمان الإقليمي فيينا (1999 – 2007) وانتخب عضو المجلس الاتحادي النمساوي (1996 – 8 سبتمبر 1999).

## روابط خارجية
- ميخائيل لودفيغ على موقع مونزينجر (الألمانية)